# Нирнбершки процес (филм)
Нирнбершки процес (енгл. Judgment at Nuremberg) је филм из 1961. који је режирао Стенли Крејмер.

## Радња
Радња се одвија у Нирнбергу 1948. године, две године након завршетка суђења главним нацистичким злочинцима. Током једног од „малих суђења у Нирнбергу“, саслушавају се случајеви судија који су служили нацистичком режиму.
Бивши судија америчког покрајинског окружног суда Ден Хејвуд долази у Нирнберг да предводи судски трибунал.
Интензивна правна драма усредсређена је на суђење којим је председавао главни судија, током којег један од оптужених, који је порицао и одбио да сарађује и са судом и са својим адвокатом, изненада даје признање, побијајући све аргументе одбране.

## Улоге
| Глумац           | Улога                                      |
| ---------------- | ------------------------------------------ |
| Спенсер Трејси   | главни судија Ден Хејвуд                   |
| Берт Ланкастер   | Др Ернст Јанинг (оптужени)                 |
| Ричард Видмарк   | пуковник Тад Лосон (адвокат оптужбе)       |
| Марлен Дитрих    | госпођа Бертхолт                           |
| Максимилијан Шел | Ханс Ролфе (главни адвокат одбране)        |
| Џуди Гарланд     | госпођа Ирин Хофман Волнер                 |
| Монтгомери Клифт | Рудолф Питерсен (сведок оптужбе)           |
| Ед Бинс          | сенатор Беркет                             |
| Вернер Клемперер | Емил Хан (оптужени)                        |
| Торбен Мајер     | Вернер Лампе (оптужени)                    |
| Мартин Брант     | Фридрих Хофштетер (оптужени)               |
| Вилијам Шатнер   | капетан Харисон Бајерс (Хејвудов помоћник) |